# Ferdinand Bartel
Ferdinand Bartel (6. července 1840 Česká Lípa – 8. prosince 1910 Česká Lípa) byl rakouský právník a politik německé národnosti z Čech, poslanec Českého zemského sněmu a starosta České Lípy.

## Biografie
Vystudoval práva. Získal titul doktora práv. Působil jako advokát v České Lípě. Zde byl od roku 1879 do roku 1882 členem městské rady a v letech 1885–1895 i starosta České Lípy. Od roku 1878 byl majorem a velitelem měšťanského střeleckého sboru. V roce 1896 mu byl udělen Řád Františka Josefa. Advokacii v České Lípě vykonával od roku 1878 do roku 1900.
V 90. letech se zapojil i do vysoké politiky. V doplňovacích zemských volbách v prosinci 1894 byl zvolen na Český zemský sněm, kde zastupoval kurii městskou, obvod Česká Lípa. Nahradil zesnulého poslance Franze Schmeykala. Byl kandidátem německých liberálů (tzv. Ústavní strana).
Zemřel po dlouhé nemoci v prosinci 1910 v České Lípě. Bylo mu 71 let.